# فوگلو
فوگلو (به لاتین: Föglö) یک منطقهٔ مسکونی در فنلاند است که در جزایر الند واقع شده‌است.